# Waldorf-pedagógia

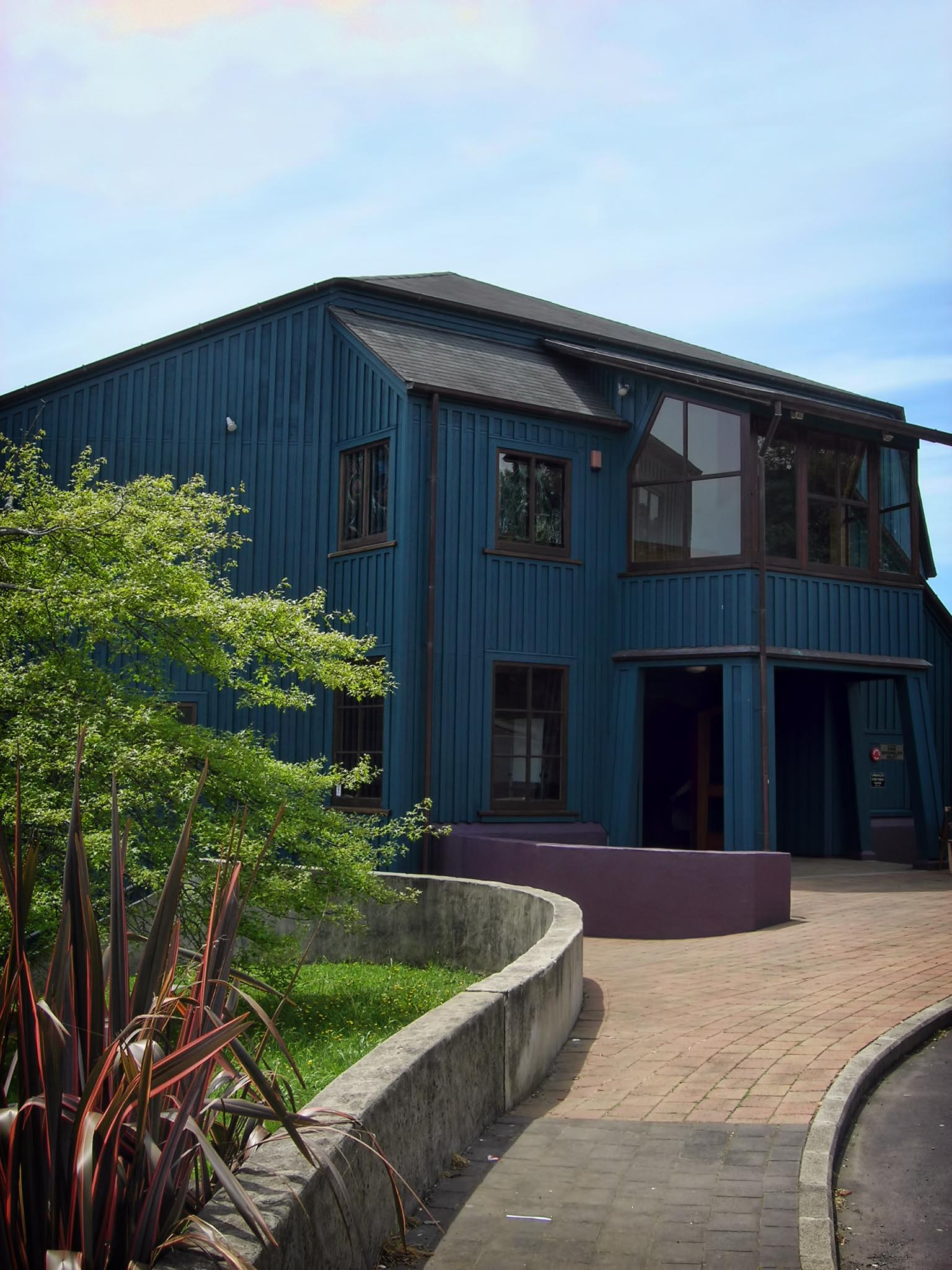
Rudolf Steiner iskola, Michael Park, Auckland

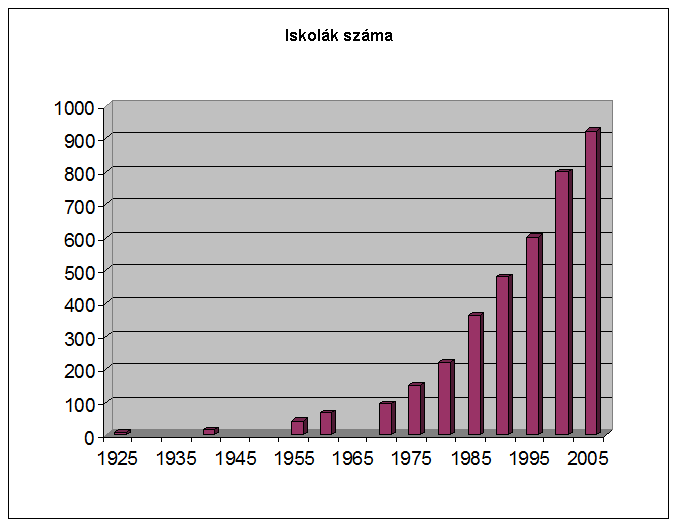
A Waldorf-intézmények számának növekedése
(1919–2005)

A Waldorf-pedagógia emberközpontú pedagógiai megközelítés, mely az antropozófia nevű szellemi mozgalom alapítójának, az osztrák Rudolf Steinernek az oktatási filozófiáján alapul.
A módszer három fő szakaszt különböztet meg a gyermekek fejlődésében. A nevelés a gyermek korai éveiben a praktikus, gyakorlati tevékenységekre és a kreatív játékot támogató környezet biztosítására fókuszál. Az általános iskolában a hangsúly a tanulók művészi kifejezőképességének és szociális képességének fejlesztésére tolódik, fejlesztve a megértés analitikus és kreatív módjait.  A középiskolában a kritikai gondolkodásra és az idealizmus elősegítésére koncentrálnak. Az egész megközelítés hangsúlyozza a fantázia szerepét a tanulásban, és fontosságot tulajdonít a szellemi, gyakorlati és művészeti elemek integrálásának.

## Alapelvek
Ez a pedagógiai felfogás hangsúlyozottan tiszteletben tartja a gyermekek, a diákok és szülők vallásos és egyéb meggyőződését, valamint az eltérő nemzeti kultúrák sajátosságait. Emellett minden gyermek számára igyekszik megteremteni azokat a feltételeket, amelyek az érzelmi biztonságukat és a szellemi szabadságukat biztosítják.

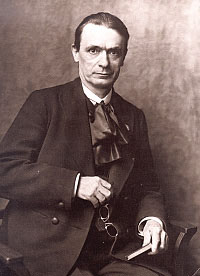
Rudolf Steiner

Rudolf Steiner az emberközpontú nevelés művészetét kívánta megvalósítani. Szerinte az oktatásnak, így az óvodának és az iskolának is a szabad szellemi élet követelményeinek megfelelően, politikai és gazdasági kényszertől mentesen kell működnie. A Waldorf-intézményeket világszerte a szülők igénye hívja életre, megegyezően az Emberi Jogok Egyetemes Nyilatkozatával és az Európa Parlament határozatában megfogalmazott alapelvekkel.
A Waldorf-pedagógia célja, hogy módszerével és neveléselméletével a gyermekek egészséges fejlődését támogassa. Ennek érdekében teljes mértékben tekintetbe veszi az életkori sajátosságokat és az adott korhoz tartozó fejlődési törvényszerűségeket. A testi, lelki és szellemi adottságok fejlesztésére egyformán hangsúlyt fektet az egységes művészeti, gyakorlati és intellektuális képzés útján, így az oktatásban „a szív, a kéz és a fej” egyidejű nevelése jelenik meg.
A Waldorf-intézmények száma (iskolák és óvodák együtt) 1080, ebből Európában 730 működik, a legtöbb Németországban (200 felett). (2007-es felmérés.)
A Waldorf-intézmények több országban – főként Ausztráliában és Új-Zélandon – Rudolf Steiner nevét viselik.

## Története
Az első Waldorf-iskola 1919. szeptember 7-én tartotta ünnepélyes megnyitóját a németországi Stuttgartban, a Waldorf Astoria cigarettagyár vezetője, Emil Molt (1876–1936) támogatásával, elsősorban munkásainak a gyermekei számára. Az első tanítási nap szeptember 15-én volt. Ezután a Waldorf-óvodák és -iskolák száma világszerte rohamosan nőtt.
Az első tanárok között volt Emil Molt felesége, Berta Molt, valamint Eugen Kolisko és Walter Johannes Stein is; utóbbi felesége, Baditz Nóra euritmiát tanított.
Sokat publikáló tanár volt Skóciában Charles Kovacs.

### Magyarország

#### 1926–1933
Magyarországon az első Waldorf-iskola 1926 szeptemberében kezdte meg működését, Nagy Emilné dr. Göllner Mária inspirációjára, saját házukban, Budán, a Kissvábhegyi út 21. szám alatt (ma Gaál József utca 21/a). Gróf Klebelsberg Kuno vallás- és közoktatásügyi miniszter engedélyezte az első magyarországi kétnyelvű magániskola létesítését, így jöhetett létre a Kissvábhegyi Waldorf Iskola és Internátus (hivatalos nevén: Kissvábhegyi Waldorf módszerű nyilvános jogú elemi iskola); ugyanis bentlakó diákok is voltak. Nagy Emil saját ingatlanának egy részét bocsátotta a növendékek rendelkezésére. Nagyobbik fiuk, Nagy István – Stuttgart után – itt folytatta tanulmányait.
Az iskola 2 osztállyal indult, első Waldorf-tanárként a német Werner Lamartine érkezett a Kis-Svábhegyre, őt követte az erdélyi születésű Carl Brestowsky  Archiválva 2007. június 26-i dátummal a Wayback Machine-ben, majd Kathe Eisenmenger, Eugen Huhne, Marianne Kollondorfer, Lissy Lederer, Erika Mayer, Hildegard Obstner, Margarethe Poch, Hans Reipert, Minna Schuster, Hanna Steiner, Willy Schulz, Maria Waldbauer.
A későbbi magyar tanárok: Andor Lenke, Binét Klára, Hadnagy Sára, Hock Erzsébet, Homola Adél, Papp-Kovách Elvira, Potondy János.
Az iskola egy új melléképülettel bővült, ezt 1929. november 13-án adták át, ekkor tették le az intézmény Alapkövét. Az oktatás azonban csak 1933-ig folyhatott, ekkor – Hitler hatalomátvétele után –, a külföldön tartózkodó német állampolgárokat hazahívták, így az intézmény megfelelő számú tanár nélkül maradt.

A volt Kissvábhegyi Waldorf Iskola épülete

A Waldorf-oktatás elterjedését súlyosan visszavetették a diktatórikus rendszerek, melyek az antropozófia művelőit, alkalmazóit is üldözték, börtönbe vetették, száműzték, néhány esetben halálra ítélték. Így történt ez 1945 után a szocialista országokban, köztük Magyarországon is. Nagy Emilt kitelepítették, az iskolának otthont adó épületet államosították, azóta lakóépület – romos állapotban.

#### 1989 után
Ezt követően a volt szocialista országok közül elsőként hazánkban, 1994-ben, Solymáron nyílt újra Waldorf-óvoda és iskola.
Magyarországon a hagyományos iskolai nevelés is egyre több olyan pedagógiai-módszertani elemet vett át, amelyek kezdetben a Waldorf-pedagógia sajátjai voltak, így korábban a koedukált osztályközösség, napjainkban a szöveges értékelés, a képességfejlesztés, az osztályismétlés mellőzése és részben az epochális tanítási rendszer került be a közoktatásba.
A 2008-2009-es iskolaév meghozta a világ 1000. és Magyarország 25. Waldorf iskolájának megalakulását. Ez a magyarországi győrsövényházi Vadrózsa Waldorf Iskola, amely nyíltan vállalva antropozófiai szellemiségű tanárok közösségével alakult meg. Törekszik a Waldorf iskolák alapvető feltételére, a szociálisan hármas tagozódásra és egy demokratikusan, illetve önkormányzóan működő szervezeti felépítésre. Az iskola fenntartója a Wadrózsa Pedagógiai Műhely Egyesület.

Szinte egyedülálló kísérlet indult 2010 tavaszán, amikor is iskolarendszeren kívüli foglalkozások indultak mélyszegénységben élő cigány gyerekek számára egy borsodi kis faluban, a Waldorf pedagógia alkalmazásával, egy képzett és gyakorlott Waldorf pedagógus vezetésével.

### Rudolf Steiner művei
A Magyar Antropozófiai Társaság és a Magyar Waldorf Szövetség Waldorf-sorozata
- Emberismereten alapuló nevelés és oktatás
- Nevelésművészet az ember lényének megismeréséből
- A nevelés művészete (Szemináriumi beszélgetések és tantervi előadások)
- A nevelés művészete - Metodika-didaktika
- A nevelés művészetének szellemi-lelki alapjai

### Az első magyar intézmény
- Vámosi Nagy István: A kissvábhegyi Waldorf-iskola I – II. (In: Országépítő, 1991/2. és 1991/3.)
- Michaeliták (Arkánum Szellemi Iskola, 2000) Nagy Emilné dr. Göllner Mária és Vámosi Nagy István írásaival.

### Oktatás
- Mezei Ottóné: Járjak-e a Waldorf-úton? Előadások Rudolf Steiner pedagógiájáról (magánkiadás, 1998)
- Ekler Ágnes: A Waldorf-pedagógia és a korproblémák (Natura-Budapest Kft., 2004)
- Kulcsár Gábor: Az írás-olvasás tanítása a Waldorf-iskolában (Közoktatás, 2004)
- Lindenberg, Christoph: Waldorf-iskolák: szorongás nélkül tanulni, tudatosan cselekedni (SuliNova, 2004)
- Brüll, Dieter: Waldorf Iskola és hármas tagozódás (Ita Wegman Alapítvány, é. n.)
- Francis Edmunds: A Waldorf-pedagógia dióhéjban (SuliNova, é. n.)
- Tolnai Antal: Angoltanítás a Waldorf-iskola első nyolc évében (SuliNova, é. n.)
- Jakob Streit: Nevelés, iskola, szülői ház és a Steiner pedagógia (Idahegyi, 1995)

## Magyarországi intézmények

### Óvodák

#### Budapest
- Rozmarintszál Waldorf Óvoda (II. kerület)
- Török Sándor Waldorf Óvoda (II. kerület)
- Napkeleti Waldorf Óvoda (II. kerület)
- Csillagszem Waldorf Óvoda (III. kerület)
- Óbudai Waldorf Óvoda (III. kerület)
- Csillagberek Waldorf Óvoda (IV. kerület)
- Katicabogár Waldorf Óvoda (XI. kerület)
- Rózsátnevető Waldorf Óvoda (XI. kerület)
- Kisember Waldorf Óvoda (XII. kerület)
- Egyfecskék Waldorf Óvoda (XII. kerület)
- Manófalva Waldorf Óvoda (XIV. kerület)
- Zuglói Waldorf Óvoda (XIV. kerület)
- Rákosmenti Waldorf Óvoda (XVII. kerület)
- Tündérrózsa Waldorf Óvoda (XVI. kerület)
- Kispesti Waldorf Óvoda (XIX. kerület)

#### Közép-Dunántúl
- Csigadombi Waldorf Óvoda (Dunaújváros)

- Tündérzug Waldorf Óvoda (Székesfehérvár)

- Óperencia Waldorf Óvoda (Komárom)
- Gyermekliget Waldorf Óvoda (Szárliget)
- Kisködmön Családi Napközi és Gyermeksziget (Vértesszőlős)
- Waldorf Tagóvoda (Veszprém)

#### Pest megye
- Fóti Szabad Waldorf Óvoda (Fót)
- Gödi Karácsony Sándor Waldorf Óvoda (Göd)
- Dunakeszi Szivárvány Waldorf Óvoda (Dunakeszi)
- Gödöllői Szabad Waldorf Óvoda (Gödöllő)
- Dr. Göllner Mária Waldorf Óvoda Archiválva 2012. november 9-i dátummal a Wayback Machine-ben (Piliscsaba)
- Csimota Ringató Waldorf Óvoda (Pilisszentlászló)
- Szadai Meseház Alapítvány Óvodája (Szada)
- Szentendrei Waldorf Óvoda (Szentendre)
- Kincsessziget Waldorf Óvoda (Tahitótfalu)
- Nagykovácsi Waldorf Óvoda Archiválva 2018. március 20-i dátummal a Wayback Machine-ben (Nagykovácsi)
- Szamóca Waldorf Óvoda és Családi Napközi (Tahitótfalu)
- Budántúli Waldorf Óvoda (Telki)
- Váci Waldorf Óvoda (Vác)

#### Nyugat-Dunántúl
- Csipkebogyó Waldorf Óvoda (Győr)
- Tündérkert Kisdedóvoda és Waldorf Óvoda (Győr)
- Őrségi Tarkarét Waldorf Óvoda (Őriszentpéter)
- Héthatár Waldorf Óvoda (Sormás)
- Perintparti Szó-Fogadó Waldorf Óvoda (Szombathely)
- Napravár Waldorf Óvoda (Zalaegerszeg)
- Csillagrét Waldorf Óvoda Általános Iskola és AMI (Sopron)

#### Dél-Dunántúl
- Kisdedóvó (Kaposvár)
- Aranyhal Waldorf Óvoda és Iskola (Dunakömlőd)[4]
- Tettye Völgye Waldorf Óvoda (Pécs)
- Szekszárdi Waldorf Óvoda (Szekszárd)
- Tamási Waldorf Óvoda (Tamási)
- Tamási Aranyalma Waldorf Általános Iskola (Tamási)

#### Észak-Magyarország
- Erdei Waldorf Óvoda (Gyöngyöstarján)
- Bársony János Úti Óvoda (Miskolc)

#### Észak-Alföld
- Kikelet Waldorf Óvoda (Debrecen)
- Harmatcsepp Waldorf Óvoda és Családi Napközi (Jászivány)
- Szolnoki Waldorf Óvoda (Szolnok)

#### Dél-Alföld
- Csillagbölcső Waldorf Óvoda (Kecskemét)
- Mihály Kertje Waldorf Óvoda (Kecskemét)
- Szegedi Waldorf Irányba Tevékenykedő Óvoda (Szeged)

### Iskolák

#### Budapest
- Közép-budai Waldorf Iskola (II. kerület)
- Pesthidegkúti Waldorf Iskola (II. kerület)
- Óbudai Waldorf Iskola (III. kerület)
- Csillagberek Waldorf Általános Iskola (IV. kerület)
- Göllner Mária Regionális Waldorf Gimnázium (IV. kerület)
- Csillagösvény Waldorf Általános Iskola (XI. kerület)
- Sashalmi Waldorf Általános Iskola (XVI. kerület)
- Christophorus Waldorf Iskola (X. kerület)
- Kispesti Waldorf Általános Iskola és Gimnázium (XIX. kerület)
- Zuglói Waldorf Általános Iskola (XIV. kerület)

Közép-Dunántúl
- Pentelei Waldorf Általános Iskola és Alapfokú Művészeti Iskola (Dunaújváros)

- Fehérlófia Waldorf Általános Iskola és Gimnázium (Nemesvámos)
- Fehér Vár Waldorf Általános Iskola (Székesfehérvár)

#### Pest-megye
- Fóti Szabad Waldorf Iskola (Fót)
- Gödöllői Waldorf Általános Iskola (Gödöllő)
- Kékvölgy Pilisszentlászlói Waldorf Iskola (Pilisszentlászló)
- Fészek Általános Iskola és Gimnázium (Solymár)
- Kisgöncöl Waldorf Iskola (Tök)
- Váci Waldorf Iskola (Vác)
- Pátyi Waldorf Iskola (Páty)
- Veresegyházi Waldorf Általános Iskola (Veresegyház)

#### Nyugat-Dunántúl
- Forrás Waldorf Általános Iskola és Gimnázium (Győr)
- Vadrózsa Waldorf Iskola (Győrsövényház)
- Apáczai Waldorf Iskola (Szombathely)
- Perintparti Szó-Fogadó Waldorf Általános Iskola és Gimnázium (Szombathely)
- Madárfa Waldorf Iskola (Zalaegerszeg)
- Csillagrét Waldorf Óvoda Általános Iskola és AMI (Sopron)

#### Dél-Dunántúl
- Mandulafa Általános Iskola (Pécs)
- Szekszárdi Waldorf Iskola (Szekszárd)
- Világfa Waldorf Iskola (Bálványos)

#### Észak-Magyarország
- Vidár Waldorf Iskola (Gyöngyös)
- Hámori Waldorf Általános Iskola és Gimnázium (Miskolc)
- Egri Waldorf Általános Iskola és Alapfokú Művészeti Iskola (Eger)

#### Észak-Alföld
- Napraforgó Waldorf Általános Iskola (Debrecen)
- Napsugár Általános Iskola (Jászszentandrás)
- Szolnoki Waldorf Általános Iskola és Gimnázium (Szolnok)
- Nyíregyházi Waldorf Általános Iskola és Gimnázium (Nyíregyháza)

#### Dél-Alföld
- Gyermekliget Alternatív Óvoda és Iskola [5] (Kecskemét)
- Tiszta Forrás Waldorf Általános Iskola (Kiskunfélegyháza, Darvas József Ált. Isk. és Egységes Pedagógiai Szakszolgálat)
- Szabad Waldorf Általános Iskola és Gimnázium (Szeged)
- Borostyán Waldorf Iskola és Alapfokú Művészetoktatási Intézmény (Kunfehértó)

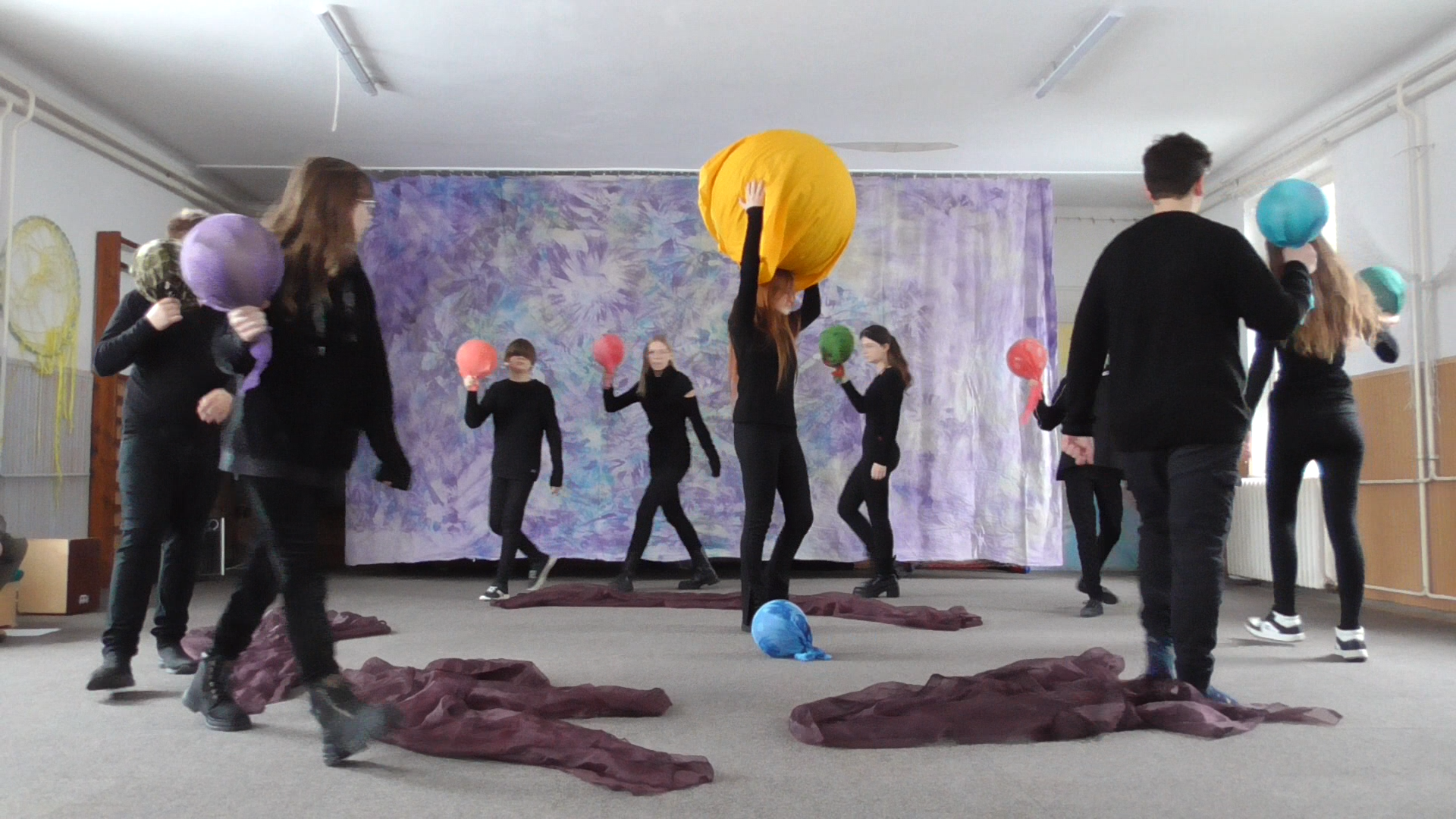
Csillagászati előadás a Borostyán Waldorf Iskola és Alapfokú Művészetoktatási Intézményben

### Egyéb Intézmények
- Waldorf-pedagógiai jellegű bölcsőde (Őrbottyán)
- Libikóka Családi Napközi (Balatonőszöd)
- Turmalin-ház (Gyöngyöstarján)
- Cifra Palota Természetközeli Mini Bölcsőde, és Óvoda (Sarkad)

## Külföldi magyar tannyelvű intézmények

### Erdély[6]
- 25-ös számú Napközi (Lumea copiilor), Brassó
- Xántus János Gimnázium, Csíkszereda
- Csipike Óvoda, Csíkszereda
- Dr. Csiha Kálmán Református Kollégium, Kézdivásárhely
- Kolozsvári Waldorf Líceum (román és magyar tannyelvű, óvodától líceumig)
- Fülöp Áron Általános Iskola, Székelylengyelfalva
- Nicolae Bălcescu Általános Iskola (román és magyar tannyelvű), Marosvásárhely
- Fecske Napközi (román és magyar tannyelvű), Marosvásárhely
- Nagybányai Waldorf Óvoda (a Németh László elméleti líceum része)
- 34-es számú Napközi, Nagyvárad
- Nicolae Colan Gimnázium, Sepsiszentgyörgy
- Gulliver Napközi (román és magyar tannyelvű), Sepsiszentgyörgy
- Kipi-Kopi Óvoda, Székelyudvarhely
- S. Illyés Lajos Általános Iskola (csak napközis csoport), Szováta